# Houston (Schiff, 1930)
Die USS Houston wurde ursprünglich als Leichter Kreuzer bei der Newport News Shipbuilding and Drydock Company in Newport News (Virginia) gebaut. Sie gehörte zur Northampton-Klasse. Ihr wurde die Rumpfnummer CL-30 zugeteilt. Nach ihrer Indienststellung im Juni 1930 fand ein Jahr später eine Umklassifizierung zum Schweren Kreuzer statt, und sie bekam die neue Rumpfnummer CA-30.

## Geschichte

### Bau, Taufe und Indienststellung
Im Januar 1927 schlossen sich in Houston, Texas, einige Stadthonoratioren zum Cruiser Houston Committee zusammen, um die United States Navy zu veranlassen, einen neuen Kreuzer nach der Stadt zu benennen. Zu den vielen Aktivitäten gehörte auch eine intensive Brief- und Telegrammaktion, bei der die Einwohner den Marinesekretär anschrieben und ihre Bitte vortrugen. Als Folge der vielen Zuschriften gab die Marine am 7. September 1927 offiziell bekannt, dass der nächste Kreuzer den Namen Houston bekommen werde.
Die Kiellegung der Houston fand am 1. Mai 1928 statt. Das Schiff war etwa 182 Meter lang und hatte eine Wasserverdrängung von 9.300 Tonnen. Seine Höchstgeschwindigkeit lag bei 32,5 Knoten bei einer Besatzung von 621 Seeleuten. Die Bewaffnung bestand aus neun Geschützen vom Kaliber 203 mm (8 Zoll), die in drei Drillingstürmen eingebaut waren, davon zwei vorne und einer auf dem Achterdeck. Weiter waren anfangs vier, später acht 127-mm-Flugabwehrkanonen und einige Maschinenkanonen des Kalibers 28 mm sowie Maschinengewehre vom Kaliber 12,7 mm (0,5 Zoll) an Bord. Zwei Flugzeugkatapulte und zwei Hangars für insgesamt vier Wasserflugzeuge, die sich mittschiffs zwischen den Schornsteinen befanden, vervollständigten die Ausrüstung der Houston.
Unter den Blicken von 2.000 Zuschauern aus Texas und des damaligen Gouverneurs von Virginia, Harry F. Byrd, taufte Elizabeth Holcombe, die Tochter des Houstoner Bürgermeisters Oscar Holcombe und Sponsor des Baus, am 7. September 1929 die Houston mit Wasser aus dem Kanal von Newport News. Dies geschah, da zur Prohibitionszeit auch Schiffstaufen mit Alkohol unzulässig waren. Der anschließende Stapellauf verlief problemlos.
Nach ihrer Komplettierung stellte die US-Marine die Houston am 17. Juni 1930 in Dienst. An Bord gab es kleine Einkaufsläden, einen Friseur, ein Postamt, sowie ein Telefon- bzw. Telegraphenamt. Für die Aufrechterhaltung der Energieversorgung sorgten Generatoren, die an die Turbinen gekoppelt waren, und Trinkwasser wurde über eine Wasseraufbereitungsanlage aus Seewasser erzeugt.
Die Matrosen gaben die Bordzeitung „The Blue Bonnet“ heraus, welche die Besatzung über alle aktuellen Ereignisse an Bord unterrichtete. Sie stellten zudem ein Baseball-Team auf, das nach dem alten Spitznamen der Houston „The Ramblers“ genannt wurde und gründeten eine eigene Bordband.

### Einsätze
Ihre Jungfernfahrt führte das Schiff in den Atlantik und von dort aus in Häfen Frankreichs, der Niederlande und Großbritannien. Auf der Rückfahrt fuhr sie in den Golf von Mexiko ein und besuchte ihre Patenstadt Houston.
1931 wurde sie dann in den Pazifik beordert, um als Flaggschiff der Asienflotte zugewiesen zu werden. Im selben Jahr fuhr sie mehr als 950 Kilometer den Jangtsekiang in China hinauf, um bei der Schadensbeseitigung von schweren Flutschäden im Jangtsekiang-Tal zu helfen.
Bei etlichen Einsätzen im Chinesischen Meer vertrat sie nachdrücklich die Interessen der Vereinigten Staaten im Vorfeld des Zweiten Sino-Japanischen Krieges und brachte Marineinfanterie nach China. Im November 1933 kam die Verlegung zur amerikanischen Westküste, wo sie an vielen Flottenmanövern zur Vorbereitung auf einen kriegerischen Konflikt teilnahm. Vom September bis zum Dezember 1938 war sie das Flaggschiff der US-Flotte. Bei den verschiedensten Gelegenheiten wurde Präsident Franklin D. Roosevelt zwischen 1934 und 1939 an Bord begrüßt.
Der zweite Einsatz als Flaggschiff der Asienflotte begann im November 1940 unter dem Kommando von Jesse Barrett Oldendorf. Die Houston fuhr zu den Philippinen. Einige Tage nach dem Beginn des Pazifikkriegs durch den japanischen Angriff auf Pearl Harbor wurde die gesamte Flotte am Nachmittag des 8. Dezember 1941 in südlichere Gewässer abkommandiert, da die Gefahrenlage auf den Philippinen durch die begonnene japanische Invasion zu hoch erschien. Das gravierendste Problem der Houston – nun unter dem Kommando von Captain Albert H. Rooks – war ab diesem Zeitpunkt die ausgefallene Radaranlage, die eigentlich im Cavite-Hafen von Manila instand gesetzt werden sollte.

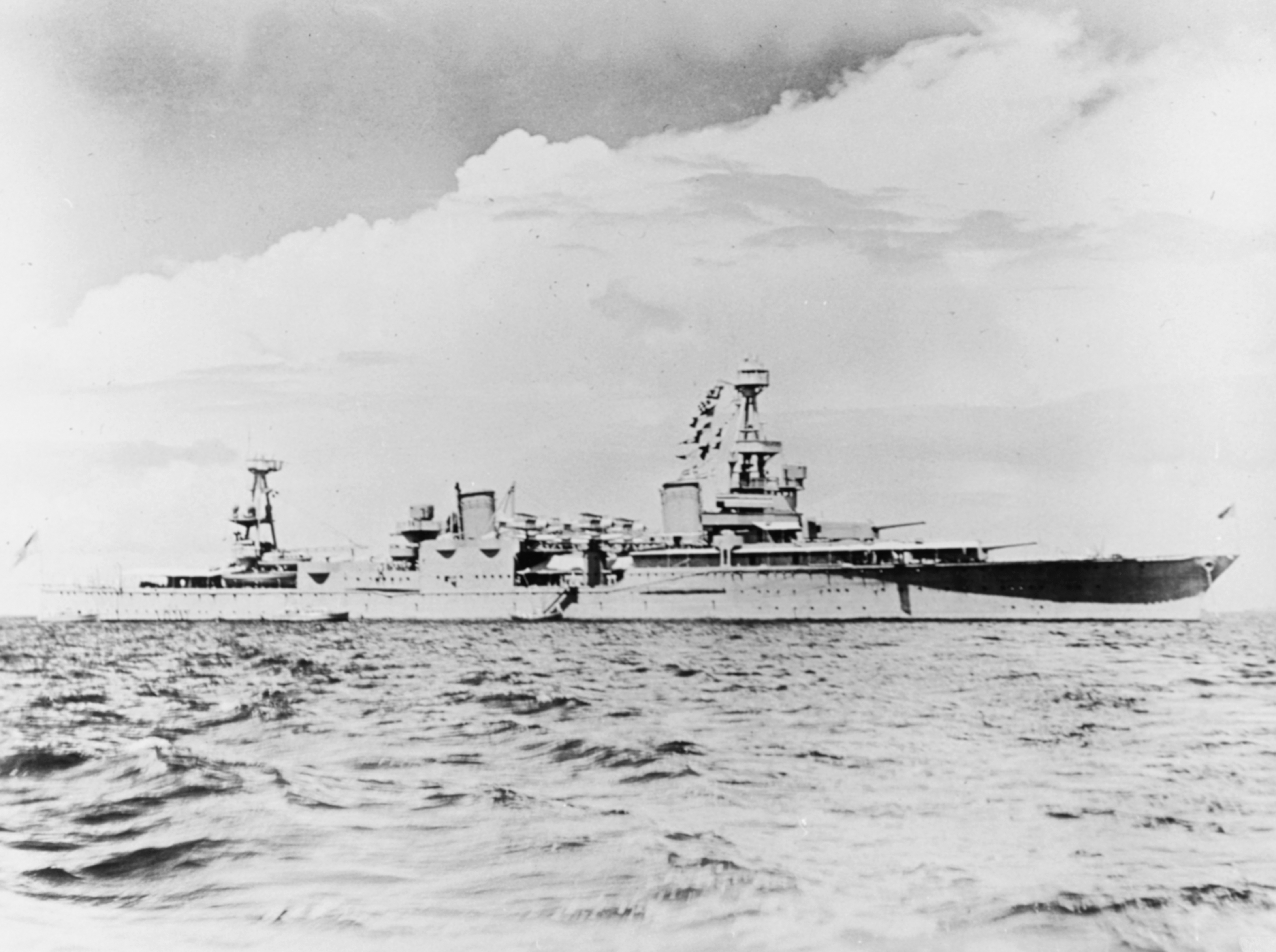
Die Houston in der Bucht von Manila

Da die Houston das größte US-Schiff in der Region war, wurde sie unweigerlich in die japanische Ostindien-Offensive verwickelt. Hier bekam sie auch ihren Spitznamen Galloping Ghost of the Java Coast. Am 4. Februar 1942 wurde in der Schlacht in der Straße von Makassar der achtere Hauptgeschützturm durch einen feindlichen Bombentreffer außer Gefecht gesetzt. Der Schaden war weder mit Bordmitteln noch von den in der Region verfügbaren Werften zu beheben, so dass nur noch sechs der neun 203-mm-Geschütze einsatzbereit waren. Das Schiff blieb dennoch in der Kampfzone und beteiligte sich am 27. Februar an der ABDA-Flotte, die sich mit japanischen Schiffen die Schlacht in der Javasee lieferte.
Als die Situation gegen Ende der Schlacht aussichtslos wurde, liefen die Houston und der australische Leichte Kreuzer Perth in Richtung Batavia. Sie wurden am Folgetag während der Schlacht in der Sundastraße von den japanischen Kreuzern Mogami und Mikuma versenkt, welche die westlichen Landungstruppen der Japaner auf Java beschützten.

### Wrack
Das Wrack der Houston wurde am 18. August 2014 von US-Marinetauchern in der indonesischen Banten Bay untersucht. Es wurde nochmals bestätigt, dass es sich um die Houston handelt und es ergab sich, dass Unbekannte in der Vergangenheit bereits Schiffsteile abmontiert und Munition aus den Trümmern geborgen hatten.

## Kommandierende Offiziere
| Kapitän Jesse Bishop Gay            | 17. Juni 1930 bis 18. November 1930    |
| Kapitän Robert Alden Dawes          | 18. November 1930 bis 3. Januar 1933   |
| Kapitän William Baggaley            | 3. Januar 1933 bis 5. Juni 1934        |
| Konteradmiral Walter Browne Woodson | 5. Juni 1934 bis 25. Juni 1935         |
| Kapitän Guy Evans Baker             | 25. Juni 1935 bis 16. Juli 1937        |
| Kapitän George Nathan Barker        | 16. Juli 1937 bis 24. Mai 1939         |
| Kapitän Francis Cogswell            | 24. Mai 1939 bis 22. September 1939    |
| Admiral Jesse Barrett Oldendorf     | 22. September 1939 bis 30. August 1941 |
| Kapitän Albert Harold Rooks         | 30. August 1941 bis 1. März 1942       |